# Mothern
Mothern es una comuna francesa situada en el departamento de Bajo Rin, en la región de Alsacia.

## Geografía
Las comunas limítrofes son Lauterbourg al norte, Illingen en Alemania al este, Munchhausen al sur, Wintzenbach al oeste y Neewiller-près-Lauterbourg al noroeste.

## Historia
Durante la Segunda Guerra Mundial, los habitantes fueron evacuados a Bussière-Poitevine en Lemosín; luego, ambas comunas fueron hermanadas.

## Administración
| Período                        | Identidad        | Partido | Autoridad |
| ------------------------------ | ---------------- | ------- | --------- |
| mayo de 1945 - octubre de 1947 | Gilles Meyer     |         |           |
| octubre de 1947 - mayo de 1953 | Joseph Fritz     |         |           |
| mayo de 1953 - marzo de 1959   | Alphonse Gerhard |         |           |
| marzo de 1959 - marzo de 1977  | Marcel Hiegel    |         |           |
| marzo de 1977 - marzo de 1989  | Alfred Meyer     |         |           |
| marzo de 1989 - ???            | Antoine Meyer    |         |           |

## Hermanamientos
Bussière-Poitevine (Alto Vienne, Francia)

## Demografía
| 1962 | 1968 | 1975 | 1982 | 1990 | 1999 |
| ---- | ---- | ---- | ---- | ---- | ---- |
| 1505 | 1521 | 1621 | 1610 | 1721 | 1933 |

## Monumentos
Maison de la Wacht : Sede de la oficina de turismo, el edificio alberga también una exposición permanente sobre Rin